# Edmund Kaczmarek (lekkoatleta)
Edmund Kaczmarek (ur. 22 września 1926 w Rydzynie, zm. 6 lipca 1994 w Poznaniu) – polski lekkoatleta chodziarz, wielokrotny mistrz Polski.

## Życiorys
W 1949 roku zajął 1. miejsce na mistrzostwach Polski seniorów w chodzie na 50 km na zawodach rozegranych w Katowicach. W 1954 roku zwyciężył w pierwszych mistrzostwach Polski w chodzie rozgrywanych w Warszawie na dystansie 30 km i uzyskał najlepszy dotychczasowy polski wynik. W tym samym roku został także mistrzem kraju na halowych mistrzostwach Polski w Poznaniu na dystansie 10 000 m.
W 1954 roku zwyciężył w I Mistrzostwach Wojska Polskiego na 10 km.
W czasie swojej kariery sportowej należał do klubów: Związkowiec Poznań, Związkowiec Olesno, CWKS Bydgoszcz i CWKS Warszawa.
Pracował jako sekretarz Samopomocy Chłopskiej w Olesnie. Miał żonę i dwóję dzieci. Uczył się w szkole oficerskiej w Rembertowie.

## Osiągnięcia

### Seniorzy – krajowe
| Rok  | Impreza                            | Miejsce  | Konkurencja     | Pozycja    | Wynik     |
| ---- | ---------------------------------- | -------- | --------------- | ---------- | --------- |
| 1949 | Mistrzostwa Polski seniorów        | Katowice | chód na 50 km   | 1. miejsce | 5:04:12,0 |
| 1954 | Halowe mistrzostwa Polski seniorów | Poznań   | chód na 10000 m | 1. miejsce | 58:38,6   |
| 1954 | Mistrzostwa Polski seniorów        | Warszawa | chód na 30 km   | 1. miejsce | 2:47:08,8 |